# Caulolatilus chrysops
Caulolatilus chrysops is een straalvinnige vis uit de familie van Malacanthidae, orde baarsachtigen (Perciformes), die voorkomt in het noordwesten, het westen en het zuidwesten van de Atlantische Oceaan.

## Beschrijving
Caulolatilus chrysops kan een maximale lengte bereiken van 60 centimeter.

## Leefwijze
Caulolatilus chrysops is een zoutwatervis die voorkomt in tropische wateren op een diepte van 76 tot 244 meter.
Het dieet van de vis bestaat hoofdzakelijk uit dierlijk voedsel.

## Relatie tot de mens
Caulolatilus chrysops is voor de visserij van aanzienlijk commercieel belang. Bovendien wordt er op de vis gejaagd in de hengelsport. De soort wordt tevens gevangen voor commerciële aquaria.
De soort staat niet op de Rode Lijst van de IUCN.